# Revolution (Eric-Clapton-Lied)
Revolution ist ein Reggae-Song, der von dem britischen Rockmusiker Eric Clapton und Simon Climie geschrieben wurde. Mitunter wird der Titel auch dem Pop-Rock zugeordnet. Veröffentlicht wurde der Titel als Single am 5. Juli 2005. Die Verlagsrechte teilen sich EC Music Ltd. (PRS) und Simonclimiesongs (ASCAP).

## Musik, Erfolg, Veröffentlichungen
Das Stück steht in der Originaltonart Fis-Dur. Die deutsche Musik-Autorin Anke Busch beschreibt Claptons Gitarrenarbeit auf dem Stück als „fabelhaft“ und findet, dass das kurze Anschlagen der Gitarrensaiten dem Lied eine „funkige“ und „Bob Marley ähnliche“ Stilistik einhauche. Ebenso lobt sie Claptons gesangliche Arbeit: „Dass der Blues-Mann auch gefühlvoll und gleichzeitig aggressiv singen kann beweist er besonders auf Revolution“, so Busch. Weiter notierte Busch weltweite, Downloads in Höhe von 42.300. Neben der Single- und Albumveröffentlichung im Jahr 2005 erscheint der Titel auf dem Doppelalbum Road to Escondido/Back Home von 2008 sowie auf der Kompilation Forever Man.